# Cheiracanthium trivittatum
Cheiracanthium trivittatum är en spindelart som beskrevs av Simon 1906. Cheiracanthium trivittatum ingår i släktet Cheiracanthium och familjen sporrspindlar. Inga underarter finns listade i Catalogue of Life.